# Langå Sogn (Nyborg Kommune)
 For alternative betydninger, se Langå Sogn. (Se også artikler, som begynder med Langå Sogn)
Langå Sogn er et sogn i Kerteminde-Nyborg Provsti (Fyens Stift).
I 1800-tallet var Øksendrup Sogn anneks til Langå Sogn. Begge sogne hørte til Gudme Herred i Svendborg Amt. Langå-Øksendrup sognekommune blev ved kommunalreformen i 1970 indlemmet i Ørbæk Kommune, der ved strukturreformen i 2007 indgik i Nyborg Kommune.
I Langå Sogn ligger Langå Kirke.
I sognet findes følgende autoriserede stednavne:
- Brændemose (bebyggelse)
- Langå (bebyggelse, ejerlav)
- Rygård (bebyggelse, ejerlav, landbrugsejendom)